# アリカント

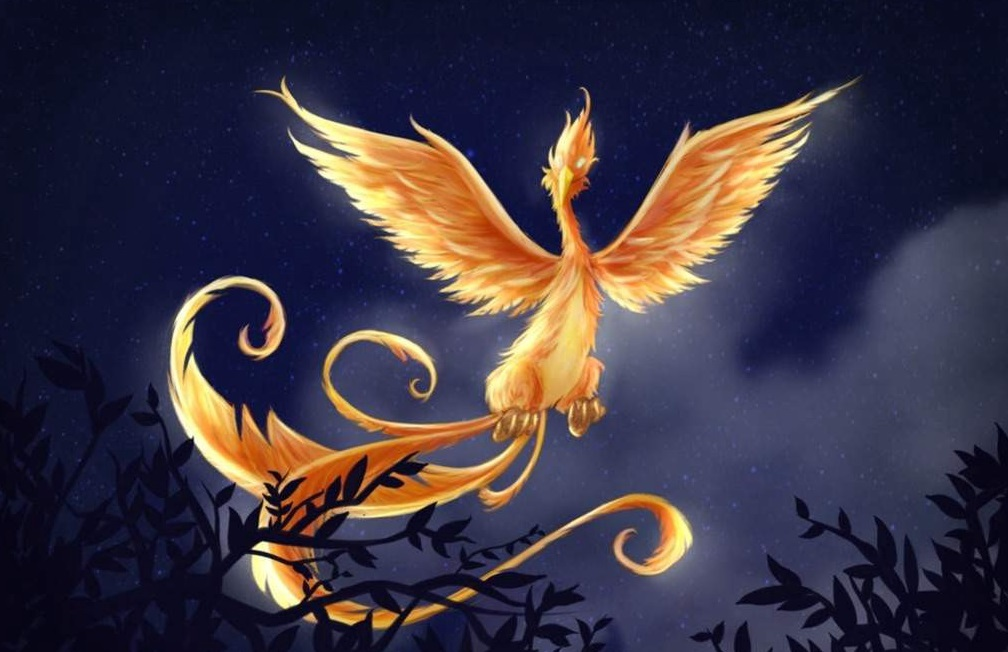
現代のアリカント想像図

アリカント（スペイン語: Alicanto）は南米チリ（アタカマ砂漠）の鉱山伝説における、宝を示す夜行性の飛べない鳥。金銀を食らい、翼がその金色や銀色に光るという。異説では目が怪しく光る。もし気づかれずに尾行できれば、金銀の埋蔵場所が突きとめられると言われる。しかし気取られれば、輝きを消してしまうので真っ暗闇に覆われ、見失うか、悪ければ崖などで転落の目にあう。

## 文献資料
アリカントについては、民俗学者のフリオ・ヴィクーニャ・シフエンテスが1914/1915年に解説しているが、同様の内容が、ボルヘス著『幻獣辞典』 の拡張英訳版（1969年）の、「チリの動物 Fauna of Chile」の章に収められている。

## 伝説
チリのアタカマ砂漠におり、その翼は美しいメタリック色に輝き、その目も怪しい光に輝くという。鉱物を餌としており、鉱脈の黄金を食らえば翼の色は金色に、銀を食らえば翼の色は銀色に輝くといわれる。その翼は美しいメタリック色に輝き、その目も怪しい光に輝くという。
翼が銅緑の色あい、という解説もある。洞窟に棲むアリカントの雌は、金か銀の卵（餌の鉱石による）をちょうど2個産むとされる（サンティアゴ圏の伝承）。  
両翼を伸ばして地を駆ける飛べない鳥とされるが、翼は十分に機能しており、飛翔能力を妨げているのは、餌の鉱物が素嚢にとどまって過剰な重しとなっているせいだとされる。すなわち食餌から時間が立っていれば、より早く走るという。伝承によれば、山師（鉱山就労者や宝探しの輩）が、この鳥をみつけ、まんまと気づかれずに後を追うことができれば、エンティエーロ（entierro）と呼ばれる伝説の埋蔵財宝にたどり着けるという。翼が光っていれば、その鳥が足を休める場所が、宝石の埋まったありかといわれる（サンベルナルドの伝承）。 
だが、人間の気配を感じると、アリカントはその翼の輝きをなくし、闇夜にかき消えるように足早にいなくなる。 注意をせずため逃げられるばかりでは済まず、どこかの断崖絶壁（あるいは地割れ）に誘われることもある。影の濃度のせいで地面がなくなっていることに人間は気づけない（タラガンテ県の伝承）。
チリのシルバーラッシュの引き金になったのが、1832年5月16日の銀の露頭の発見であるが、これは鉱夫のフアン・ゴドイがアリカント鳥に導かれて発見したのだという巷説がある。